# Grand Valley
Grand Valley es un pueblo canadiense situado en la provincia de Ontario.

## Superficie
Grand Valley tiene una superficie de 158,6 km².

## Demografía
En 2021, tenía 3851 habitantes, una densidad poblacional de 24,3 hab./km², y 1445 viviendas.